# Cyllene (Nassariidae)
Cyllene là một chi ốc biển, là động vật thân mềm chân bụng sống ở biển thuộc họ Nassariidae.

## Các loài
Các loài thuộc chi Cyllene bao gồm:
- † Cyllene angsanana K. Martin, 1921
- Cyllene cernohorskyi Fernandes & Rolán, 1992
- Cyllene chelonia Lorenz, 2023
- Cyllene concinna A. Adams, 1851
- † Cyllene desnoyersi (Basterot, 1825) [2]
- Cyllene fuscata A. Adams, 1851
- † Cyllene gracilenta (Yokoyama, 1928)
- Cyllene grayi Reeve, 1846
- Cyllene lactea Adams & Angas, 1864
- Cyllene lamarcki Cernohorsky, 1975
- Cyllene lugubris Adams & Reeve, 1850
- Cyllene orientalis A. Adams, 1851
- Cyllene owenii Gray in Griffith & Pidgeon, 1834
- Cyllene parvula Bozzetti, 2014
- † Cyllene pretiosa Vredenburg, 1924
- Cyllene pulchella Adams & Reeve, 1850
- Cyllene royana (Iredale, 1924)
- Cyllene rubrolineata G.B. Sowerby II, 1870
- † Cyllene satoi Amano, 2019
- Cyllene sibogae Schepman, 1911
- † Cyllene smithi K. Martin, 1884
- Cyllene sulcata G.B. Sowerby II, 1859
- Cyllene unimaculata A. Adams, 1855
- † Cyllene vredenburgi Gupta, 1930

Đồng nghĩa
- † Cyllene degrangei Peyrot, 1927: syn. † Cyllene desnoyersi (Basterot, 1825)
- Cyllene glabrata A. Adams, 1851 : syn. Cyllene pulchella Adams & Reeve, 1850
- † Cyllene helvetica Peyrot, 1927: syn.  † Cyllenina helvetica (Peyrot, 1927)
- Cyllene japonica Pilsbry, 1904 : synonym of Cyllene concinna A. Adams, 1851
- Cyllene lamarcki Cernohorsky, 1975 : syn. Cyllene desnoyersi lamarcki Cernohorsky, 1975
- Cyllene lyrata Lamarck:[3] syn. Cyllene desnoyersi lamarcki ; syn. Cyllene lamarcki Cernohorsky, 1975
- Cyllene lyratum (Lamarck, 1822) : syn. Cyllene desnoyersi lamarcki Cernohorsky, 1975
- Cyllene oblonga Schepman, 1911 : syn. Cyllene pulchella Adams & Reeve, 1850
- Cyllene pallida A. Adams, 1851 : syn. Cyllene grayi Reeve, 1846
- Cyllene plumbea Sowerby, 1859 : syn. Cyllene grayi Reeve, 1846
- Cyllene senegalensis Petit de la Saussaye, 1853 : syn. Cyllene owenii Gray in Griffith & Pidgeon, 1834
- Cyllene striata A. Adams, 1851 : syn. Cyllene pulchella Adams & Reeve, 1850
- Cyllene sulcata H. Adams & A. Adams, 1854: syn. Cyllene sulcata G. B. Sowerby II, 1859
- Cyllene varians Cossmann, 1903 : syn. Cyllene grayi Reeve, 1846
- Cyllene (Cyllene) bantamensis Oostingh, 1939 : syn. Cyllene pulchella Adams & Reeve, 1850
- Cyllene (Cyllene) lyrata (Lamarck, 1822) : syn. Cyllene desnoyersi lamarcki Cernohorsky, 1975
- Cyllene (Cyllene) varians Cossman, 1903 : syn. Cyllene grayi Reeve, 1846